# ダズ・ヒューモア・ビロング・イン・ミュージック?
『ダズ・ヒューモア・ビロング・イン・ミュージック?』（Does Humor Belong in Music?）は、フランク・ザッパが1984年に録音、1986年に発表したライブ・アルバム。オリジナル盤はイギリスとドイツで限定発売された。

## 内容
ザッパは1984年に大規模なワールド・ツアーを行い、本作には10月8日から12月23日の公演におけるライブ録音が収録された。なお、本作に先がけて1985年に発売された同名の映像作品には、8月26日のニューヨーク公演の模様が収録されている。
本作が初出となった曲のうち「ホット・プレート・ヘヴン・アット・ザ・グリーン・ホテル」は、1984年のツアーより演奏されるようになった曲で、1988年の録音もアルバム『ブロードウェイ・ザ・ハード・ウェイ』に収録されている。「コック・サッカーズ・ボール」は、ザ・クローヴァーズの海賊版に収録されていた作者不明の曲が元になっている。「レッツ・ムーヴ・トゥー・クリーヴランド」は1982年のツアーで初演された曲で、1988年の録音もアルバム『ザ・ベスト・バンド』に収録された。
1995年発売のリマスターCDでは、ザッパ自身によるリミックスが施されており、「レッツ・ムーヴ・トゥー・クリーヴランド」はオリジナル盤よりも約1分長くなった。また、ジャケットはカル・シェンケルの描いた絵に差し替えられた。

## 評価
François Coutureはオールミュージックにおいて5点満点中3点を付け「チャド・ワッカーマンのエレクトロニック・ドラムス、当時のザッパが多用していた鋭利なギター・サウンド、それに彼のデジタル・レコーディング技術の操作により、妙に生気がなく、ほとんど殺風景とも言えるアルバム・サウンドになった」と評している。

## 収録曲
特記なき楽曲はフランク・ザッパ作。収録時間はリマスターCDに準拠。
1. ズート・アリュアーズ - "Zoot Allures" - 5:26
  - 前半部は10月8日のロンドン公演、ソロは10月26日のプロビデンス公演より[2]。
2. ティンゼル・タウン・リベリオン - "Tinsel-Town Rebellion" - 4:43
  - 主に11月23日のシカゴ公演の録音が使用されているが、エンディングは12月17日のシアトル公演より[2]。
3. トラブル・エヴリィ・デイ - "Trouble Every Day" - 5:31
  - ヴァースは12月1日のセントピーターズバーグ公演、ソロは10月8日のロンドン公演より[2]。
4. ペンギン・イン・ボンディッジ - "Penguin in Bondage" - 6:44
  - ボーカル部分は12月1日のセントピーターズバーグ公演と12月18日のバンクーバー公演、ソロはバンクーバー公演より[2]。
5. ホット・プレート・ヘヴン・アット・ザ・グリーン・ホテル - "Hot-Plate Heaven at the Green Hotel" - 6:42
  - 12月18日のバンクーバー公演より[2]。
6. ホワッツ・ニュー・イン・ボルティモア - "What's New in Baltimore" - 4:47
  - ボーカルは11月10日のフィラデルフィア公演、前半部とソロは12月23日のロサンゼルス公演より[2]。
7. コック・サッカーズ・ボール - "Cock-Suckers' Ball" (Traditional/arr. by Frank Zappa) - 1:05
  - 12月23日のロサンゼルス公演より[2]。
8. WPLJ - "WPLJ" (Ray Dobard) - 1:30
  - 12月23日のロサンゼルス公演より[2]。
9. レッツ・ムーヴ・トゥー・クリーヴランド - "Let's Move to Cleveland" - 16:43
  - ギター・ソロは10月28日のアマースト公演、ピアノ・ソロは12月1日のセントピーターズバーグ公演、ドラム・ソロは12月18日のバンクーバー公演、イントロとアウトロは12月23日のロサンゼルス公演より[2]。
10. ウィッピング・ポスト - "Whipping Post" (Gregg Allman) - 8:23
  - 12月23日のロサンゼルス公演より[2]。

## 参加ミュージシャン
- フランク・ザッパ - リードギター、ボーカル
- レイ・ホワイト - リズムギター、ボーカル
- アイク・ウィリス - リズムギター、ボーカル
- ドゥイージル・ザッパ - ギター・ソロ(on #10)
- ボビー・マーティン - キーボード、サクソフォーン、ボーカル
- アラン・ザヴォド - キーボード
- スコット・チュニス - エレクトリックベース
- チャド・ワッカーマン - ドラムス